# Luray (Missouri)
Luray – wieś w Stanach Zjednoczonych, w stanie Missouri, w hrabstwie Clark.